# مجمع المنشر
سوق المنشر، هو مجمع تجاري ضخم يقع في جنوب غرب الفحيحيل، وهو يعتبر ضمن مشروع مدينة الفحيحيل الذي يضم مجمعين تجاريين هما (الكوت والمنشر)، فندق روتانا المنشر، مرسى قوارب، واجهة بحرية ونوافير مائية ضخمة.

## التصميم المعماري
تعتبر شركة دار العمران هي الشركة التي اعدت تصاميم المجمع التجاري المنشر كما اعدت التصاميم المعمارية الخاصة بمشروع مدينة الفحيحيل ككل والمجمع يعتبر جزء من اجزاء المشروع. كما قامت شركة تمدين العقارية (المالكة للمشروع) بتطوير وتنفيذ سوق المنشر على أرض بمساحة 38,000 متر مربع 

### جوائز عالمية
حصل مجمع المنشر على العديد من الجوائز العربية والعالمية كأفضل تصميم معماري، منها :
- 2007 :  جائزة المعهد الأميركي للخرسانة [1] (بالإنجليزية: American Concrete Institute)‏
- 2007 :  جائزة التصميم والتطوير من المجلس العالمي لمراكز التسوق [1]
- 2008 :  جائزة المصمم المعماري لعام 2008 من ريتيل سيتي [1] (بالإنجليزية: Retail City)‏